# Ністер
Ністер (нім. Nister) — громада в Німеччині, розташована в землі Рейнланд-Пфальц. Входить до складу району Вестервальд. Складова частина об'єднання громад Гахенбург.
Площа — 5,42 км2. Населення становить 1044 ос. (станом на 31 грудня 2020).